# Q Sharp
Q# (キューシャープ) は、量子アルゴリズムを表現するために、マイクロソフトによって開発されたドメイン固有言語である。古典コンピュータおよび古典ホストプログラムの制御下にある補助的な量子プロセッサ上で実行されるサブルーチンを記述するための量子プログラミング言語である。量子プロセッサが実際に普及するまでは、Q#のサブルーチンはシミュレータ上で実行される。

## 概要
Q#は、2017年12月にマイクロソフトによって公開された Quantum Development Kit (QDK) のプレビュー版と同時に発表された。
Q#は、C#のような他の汎用プログラミング言語から呼ばれることを想定したドメイン固有言語であるが、それ自身でも汎用プログラミング言語で利用されるいくつかの制御構文やデータ型を備えている。